# Mairie de Funchal

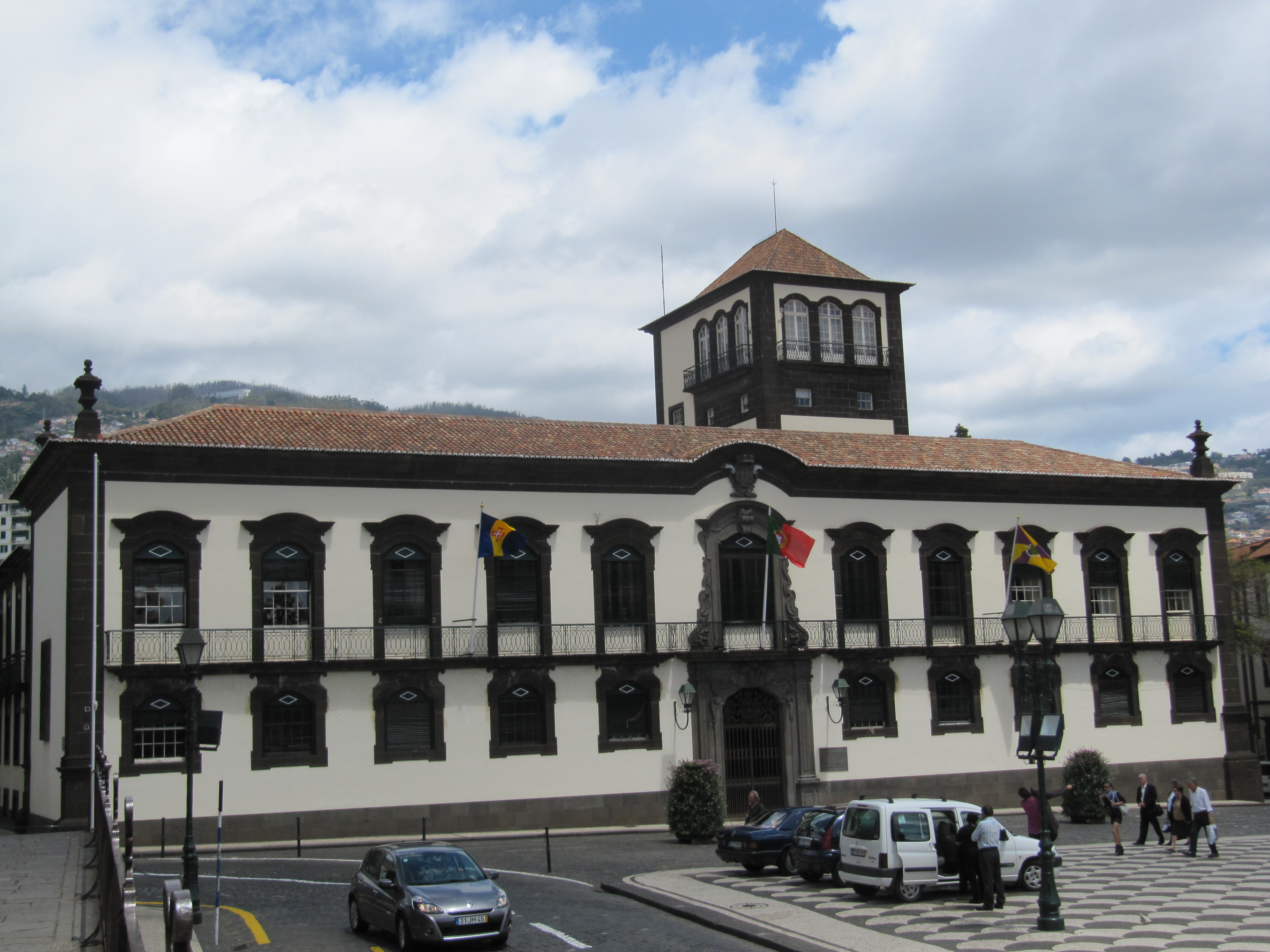
Mairie de Funchal

La mairie de Funchal (également hôtel de ville, bâtiment municipal ou palais municipal) est le siège de la municipalité de Funchal, sur l'île et région autonome de Madère, au Portugal. Le bâtiment est situé Rua dos Ferreiros, en face de la Praça do Município/Largo do Colégio, dans la paroisse de Sé.

## Historique
Le bâtiment est construit en 1758 par le comte de Carvalhal à des fins résidentielles. En 1883, il est acheté par la Mairie pour servir d'Hôtel de Ville, après avoir subi des adaptations et des modifications,,,,. 